# Moncetz-l'Abbaye
Moncetz-l'Abbaye es una comuna francesa situada en el departamento de Marne, en la región de Gran Este.

## Demografía
| 99 | 110 | 100 | 112 | 102 | 109 | 90 |
| Para los censos de 1962 a 1999 la población legal corresponde a la población sin duplicidades (Fuente: INSEE [Consultar]) |     |     |     |     |     |    |